# شاه‌تره (گیاه)
شاه‌تره (نام علمی: Fumaria officinalis) نام یک گونه از سرده شاه‌تره و از تیره شقایقیان، علفی یکساله با ساقه‌ای شکننده کوتاه و شاخه‌دار است.
دارای گل‌های نامنظم و برگ‌های بریده‌است که چون با دست نرم کنند بوی دود می‌دهد. در طعم او تلخی است.
در ایران این گیاه اغلب در دامنه‌های زاگرس بخصوص در دشت های (بیجار کردستان)، (فریدونشهر) ، (اقلید فارس) و (کوهسرخ خراسان رضوی) (علاقه خراسان رضوی )(جلگه رخ تربت حیدریه)یافت می‌شود. در گویش عام به شاطره نیز شناخته می‌شود.

## خواص دارویی
اشتهاآور، تصفیه خون، تب‌بر، برطرف‌کننده بیماری‌های پوستی، ضد جوش و حساسیت. شاه تره طبع سردی دارد و در طب سنتی برای درمان بیماری‌های پوستی از آن بسیار استفاده می‌شود.

## عرق شاه تره
ترکیب مقداری عرق شاه تره و عرق کاسنی برای شفافیت پوست و زیبایی استفاده می‌شود؛ و همچنین تأثیر فوق‌العاده‌ای در از بین رفتن جوش‌های دوره بلوغ دارد.